# Hymenostylium annotinum
Hymenostylium annotinum là một loài rêu trong họ Pottiaceae. Loài này được Mitt. ex Dixon mô tả khoa học đầu tiên năm 1910.